# تشنار (ديزجرود الشرقي)
تشنار (بالفارسية: چنار) هي قرية تقع في إيران في أذربيجان الشرقية. يقدر عدد سكانها بـ 1,173 نسمة .